# Canal de l'Ems
Le canal de l'Ems (en néerlandais, Eemskanaal) est un canal néerlandais de la province de Groningue.

## Géographie

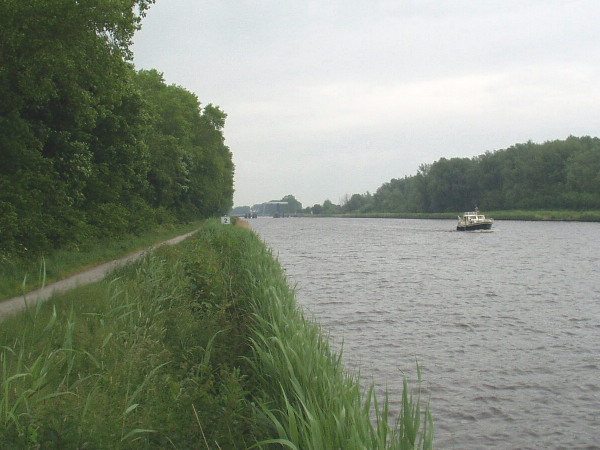
L'Eemskanaal à Ruischerwaard.

Le canal de l'Ems relie la ville de Groningue — le canal Van Starkenborgh et le Winschoterdiep — au port de Delfzijl et l'embouchure de l'Ems à Dollard.
Le canal est une liaison fluviale importante, utilisable par des caboteurs. En même temps, le canal est le principal cours d'évacuation des eaux du nord-est de Drenthe (les bassins versants de la Hunze et du Drentsche Aa), ainsi que de la région de Hoogezand-Sappemeer.
Le canal a une longueur de 26,5 km et une largeur de 60 mètres. Initialement, il y avait 16 ponts. Aujourd'hui, il n'y en a plus que 6.

## Histoire
Le canal a été creusé en 1866 et 1876. En 1963, il a été élargi. En 1958, un nouveau tronçon a été construit entre Delfzijl et l'Ems. Depuis, la vieille connexion n'est plus utilisée que pour l'évacuation des eaux, et la nouvelle connexion pour la navigation.
À la suite de l'affaissement des sols, occasionné par l'extraction du gaz naturel, il a fallu refaire les rives et les digues. Cela a été fait entre 1993 et 1995.

## Source
- (nl) Cet article est partiellement ou en totalité issu de l’article de Wikipédia en néerlandais intitulé « Eemskanaal » (voir la liste des auteurs).